# Wiesenthal (Bergisch Gladbach)
Wiesenthal ist ein Ortsteil im Stadtteil Herrenstrunden der Stadt Bergisch Gladbach  im Rheinisch-Bergischen Kreis.

## Lage und Beschreibung
Wiesenthal liegt im Norden an der Ortsgrenze zu Odenthal unterhalb von Rosenthal an einer Verbindungsstraße nach Herrenstrunden im Talverlauf des Rosenthaler Bachs.

## Geschichte
Der Ort geht auf eine Hofstelle zurück, die der Pächter des Rosenthaler Hofs 1876 für seinen Sohn erbaut hatte. Der Ursprung des Namens geht vermutlich auf die Gewannenbezeichnung Auf’m Wiesenstück zurück.
Seinerzeit war der Ort Teil der Bürgermeisterei Bergisch Gladbach im Kreis Mülheim am Rhein. Der Ort ist ab der Preußischen Neuaufnahme von 1892 auf Messtischblättern regelmäßig als Wiesenthal oder ohne Namen verzeichnet. 
| Jahr | Einwohner | Wohn- gebäude | Kategorie | Politische / kirchliche Zugehörigkeit                 |
| ---- | --------- | ------------- | --------- | ----------------------------------------------------- |
| 1885 | 9         | 1             | Wohnplatz | Bürgermeisterei Gladbach, Kirchspiel Paffrath         |
| 1895 | 4         | 1             | Wohnplatz | Bürgermeisterei Gladbach, Kirchspiel Paffrath         |
| 1905 | 5         | 1             | Wohnplatz | Bürgermeisterei Gladbach, katholische Pfarre Paffrath |